# District de Xuyên Mộc
Xuyên Mộc est un district de la province de Bà Rịa-Vũng Tàu au sud-est du Viêt Nam.

## Présentation
Xuyên Mộc s'étend sur 642 km2. 
Son chef-lieu est Phước Bửu. 